# 井口武雄
井口 武雄（いぐち たけお、1942年4月9日 - ）は、日本の経営者。三井海上火災保険社長を務めた。

## 来歴・人物
長野県出身。1965年に東京教育大学法律政治学科を卒業し、同年に大正海上火災保険に入社した。1993年6月に取締役に就任し、1994年6月に常務を経て、1996年4月には社長に就任した。2000年6月に最高執行責任者を経て、2001年10月から2006年6月までに三井住友海上火災保険会長を務めた。